# Extremadura
Die Extremadura (spanisch; extremadurisch Estremaúra; Fala und portugiesisch Estremadura) ist eine der 17 autonomen Gemeinschaften Spaniens und liegt, an Portugal grenzend, im Südwesten des Landes. Extremadura umfasst die Provinzen Cáceres und Badajoz.
Der Name Extremadura stammt von extremos del Duero, was „jenseits des [Flusses] Duero“ bedeutet.
Die Extremadura erstreckt sich über 8,3 % der spanischen Landmasse, umfasst jedoch mit einer Bevölkerungsdichte von 25 Einwohnern pro km² nur 2,6 % der Einwohner Spaniens.
Die Bevölkerung (Einwohnerbezeichnung: extremeño, weiblich extremeña) verteilt sich auf 383 Gemeinden. Die einzige Stadt mit mehr als 100.000 Einwohnern ist Badajoz (150.000 Einwohner). Die nächstgrößten Städte sind Cáceres (96.000 Einwohner) und die Hauptstadt der autonomen Gemeinschaft, Mérida (60.000 Einwohner). Etwa 57 % der Bevölkerung leben in Gemeinden mit weniger als 10.000 Einwohnern.
Die regionale Wirtschaft hat sich in den vergangenen Jahren verbessert und hat zwischen 1985 und 1999 schneller als andere Regionen in Spanien aufgeholt. Die Extremadura hat von den EU-Kohäsionsfonds profitiert und damit Projekte in den Bereichen Bildung, Sozialer Schutz und Wirtschaft gefördert.

## Provinzen
Extremadura ist in zwei Provinzen mit insgesamt 388 Gemeinden (municipios) unterteilt:
| Flagge                     | Provinz            | Hauptstadt         | Cod INE            | Anzahl Comarcas | Anzahl Gerichts- bezirke | Anzahl Gemeinden | Einwohner (2024) | Fläche (km²) | Dichte (Einw./km²) |
| -------------------------- | ------------------ | ------------------ | ------------------ | --------------- | ------------------------ | ---------------- | ---------------- | ------------ | ------------------ |
| Flagge der Provinz Badajoz | Badajoz            | Badajoz            | 06000              | 12              | 14                       | 165              | 664,970          | 21.769,06    | 31                 |
| Flagge der Provinz Cáceres | Cáceres            | Cáceres            | 10000              | 10              | 7                        | 223              | 387,820          | 19.864,82    | 20                 |
| Gesamt Extremadura         | Gesamt Extremadura | Gesamt Extremadura | Gesamt Extremadura | 22              | 21                       | 388              | 1,052,790        | 41.633,88    | 25                 |

|  |  |

## Geografie

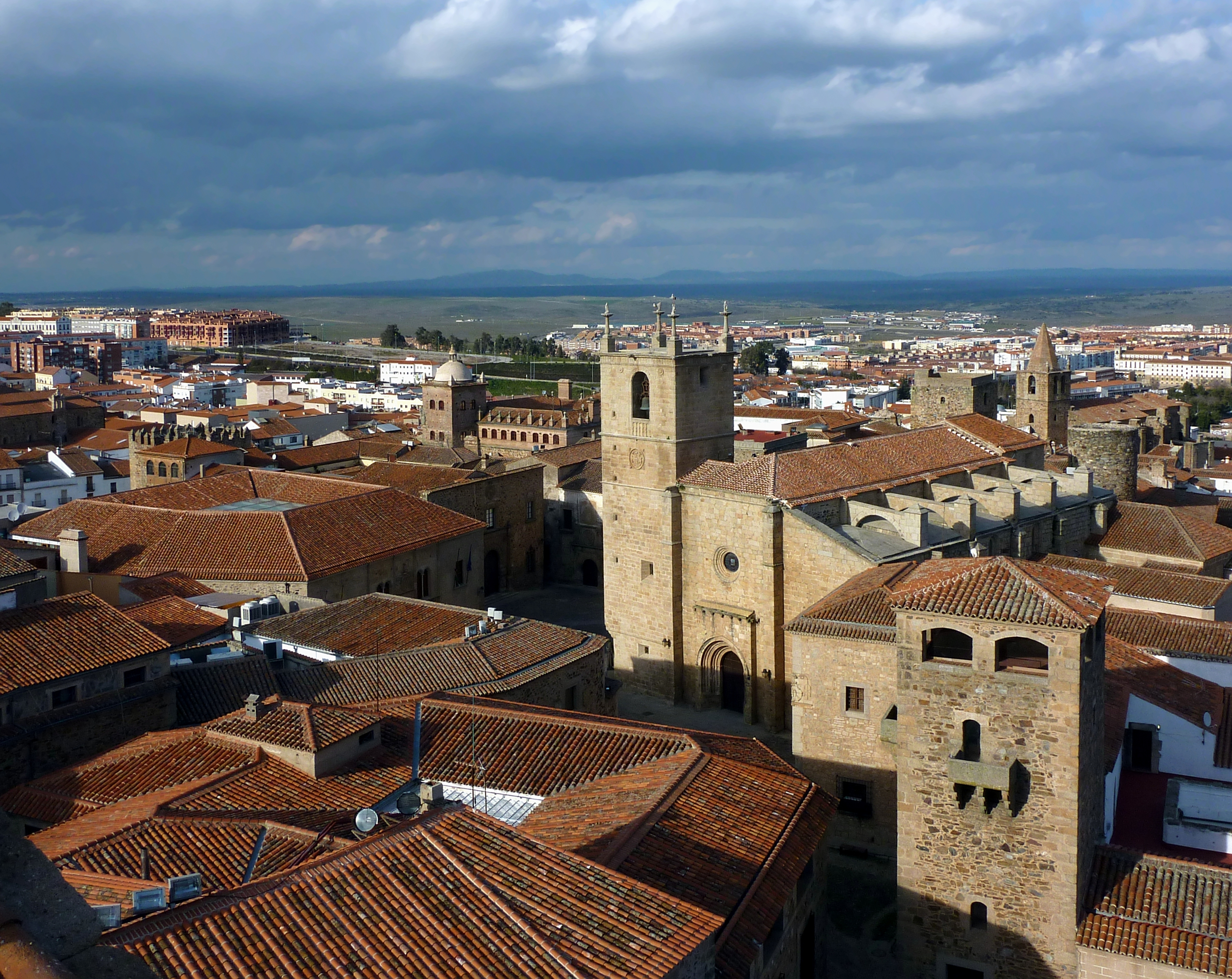
Altstadt von Cáceres

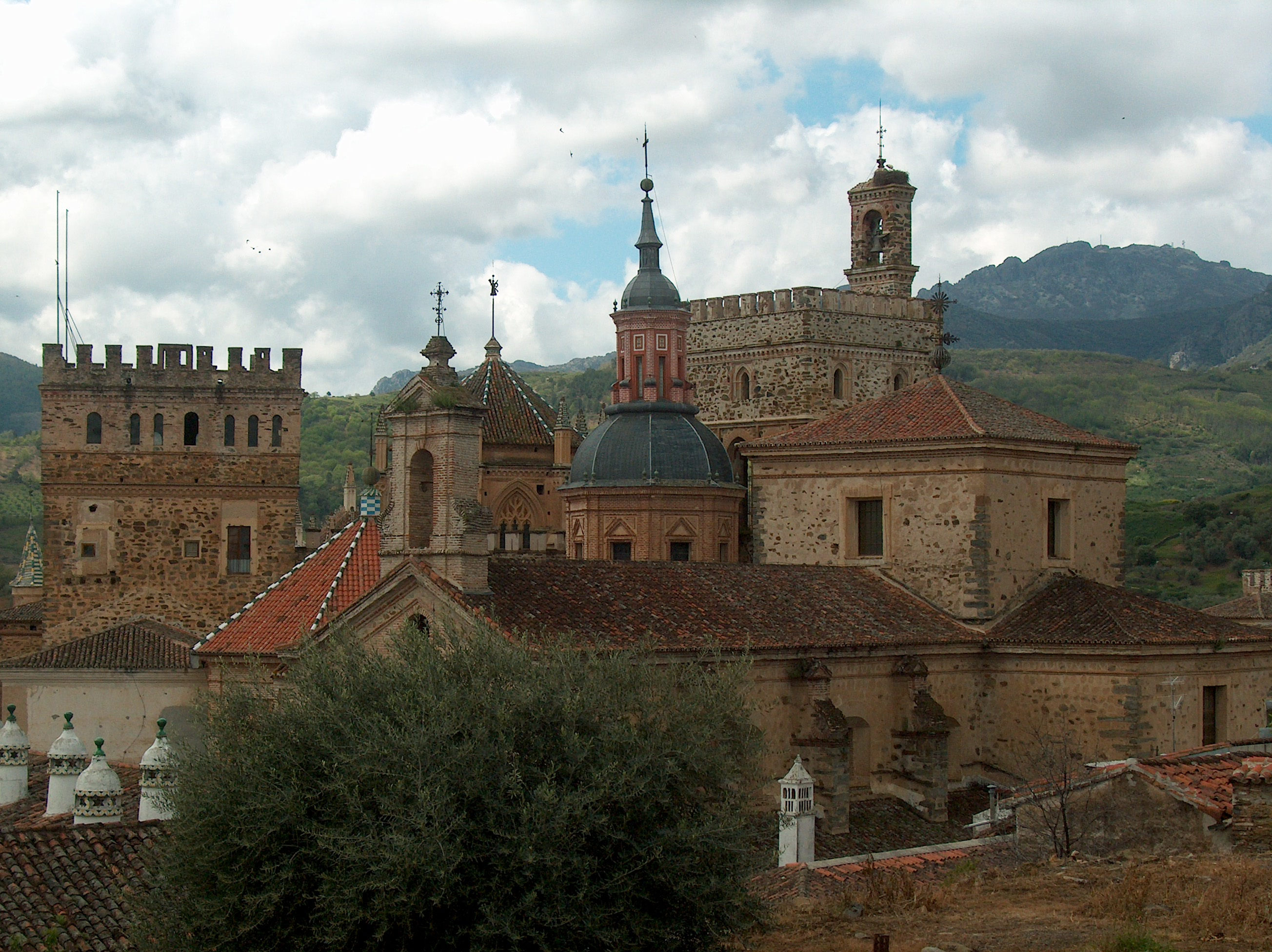
Monasterio de Guadalupe

Die Extremadura hat eine Fläche von 41.634 km² und stellt damit 8,2 % der spanischen Landmasse. Sie ist größer als die Schweiz, Belgien oder die Niederlande und die fünftgrößte autonome Gemeinschaft Spaniens. Die Extremadura setzt sich zusammen aus der 19.868 km² großen Provinz Cáceres und der 21.766 km² großen Provinz Badajoz.
Der äußerste Norden der Region ist bergig. Die westlichen Ausläufer des Zentralsystems der Iberischen Halbinsel bilden mehrere Gebirgszüge und Täler, die an die kastilische Sierra de Gredos anschließen. Höchster Berg ist der Calvitero mit 2.399 m an der Grenze zur Provinz Salamanca. Diese Gebiete sind wasserreich und fruchtbar; bekannt sind die Kirschen aus dem Valle del Jerte oder Paprika aus der Region La Vera.
Südlich des Flusses Tajo beginnt trockeneres Land mit weiten Ebenen, das bekannt ist für Weinbau (D.O. Ribera del Guadiana), aber vor allem für seine Steineichenhaine (spanisch dehesas), in denen das schwarze Iberische Schwein (cerdo ibérico) gehalten wird, das sich hauptsächlich von Eicheln ernährt. Die besondere Rasse und Ernährung – beide unterliegen strengen Regelungen zum Schutz der Produktbezeichnung „ibérico“ – geben dem berühmten Jamón Ibérico (luftgetrockneter Schinken) seinen besonderen Geschmack und seine hohe Qualität.
Außerdem leben hier noch viele seltene, vom Aussterben bedrohte Tiere wie z. B. der Pardelluchs, die Großtrappe, ein großer Bodenvogel, der dort auch das Wappentier darstellt, sowie der Kranich, der Schwarzstorch und auch der Wolf.
In der Region südlich der Flüsse Tajo und Ebro findet man neben Steineichen auch Korkeichen, deren Rinden in der portugiesischen Provinz Alentejo hauptsächlich zu Korken für die Weinindustrie verarbeitet werden.
Durch die Extremadura fließt im Norden der Tajo und im Süden der Guadiana.

## Klima
Die Extremadura wird geprägt durch ein mediterranes Klima. Nur im Norden herrschen in der Bergregion kontinentale Wetterbedingungen, die eine klimatische Teilung der Region bewirken. Der Boden im Norden ist wasserreich und fruchtbar. In der Region südlich des Tajo ist er trocken, was großflächige Areale mit fast unberührter Natur entstehen ließ.
Ein derartiges Klima wird von milden, regenreichen Wintern und trockenen Sommern geprägt. Die
Jahresdurchschnittstemperatur der Extremadura liegt bei 16–17 °C. Im Norden wird ein Jahres-Temperaturdurchschnitt von 13 °C erreicht, im Süden hingegen beträgt er 18 °C.
Der Niederschlag in der Region liegt zwischen 450 und 500 mm im Jahr. Der Sommer bringt durchschnittliche Temperaturen um 26 °C mit sich, die bis auf 46 °C ansteigen können.

## Geschichte
Die Extremadura leitet ihren Namen („Jenseits des Duero“) von der jahrhundertelangen Grenzlage des Duero während der Reconquista ab, als der Duero ebenso wie in Portugal hinsichtlich der dortigen Estremadura die muslimische von der christlichen Sphäre trennte und mit der Bezeichnung Extremadura die jeweils von den Mauren oft auch nur vorübergehend zurückgewonnenen Gebiete bezeichnete.
Das Gebiet der Dolmen von Alcántara ist mit mehr als 35 Dolmen eine der megalithreichsten Regionen Spaniens. Seit ca. 1000 v. Chr. besiedelten der Stamm der Vettonen die Region. Ihnen folgten die Phönizier und Karthager und danach die Römer. Die Römer machten die Extremadura unter dem Namen Hispana Ulterior Lusitana zu einer wichtigen Handelsregion und gründeten die Städte Norba Caesarina, das heutige Cáceres, und Emerita Augusta, heute Mérida. 
Bis heute sind viele historische Bauwerke, vor allem der Römer, sehr gut erhalten, etwa Aquädukte, Theater und Festungen. Nahe der portugiesischen Grenze befindet sich mit der Brücke von Alcántara ein herausragendes Zeugnis römischer Ingenieurskunst. Unter Ibn Marwan, der im 9. Jahrhundert Badajoz gründete, und unter den Aftasiden des 11. Jahrhunderts war die Extremadura ein maurisches Emirat.
Im Zuge der Reconquista (Beendigung der maurischen Herrschaft) nahm im Jahr 1230 König Alfons IX. von León die Region für Spanien in Besitz. Da die Extremadura während der Reconquista gegen die Muslime sehr umkämpft und zudem relativ arm war, etablierte sich eine teils fanatische, christliche Söldnermentalität einiger Bevölkerungsschichten. Das führte dazu, dass ein Großteil der Konquistadoren der Neuen Welt wie Hernán Cortés oder Francisco Pizarro aus der Extremadura-Provinz (insbesondere aus Trujillo und Jerez de los Caballeros) stammten, die die neue Welt für das christliche Spanien in Besitz nehmen wollten. Der Titel der Extremadura, tierra de conquistadores y lusitanos rührt daher.
Die Gründung der Autonomen Region Extremadura fällt in die Zeit der Demokratisierung Spaniens nach dem Tod Francos 1975. Nach den zweiten freien Parlamentswahlen von 1979 war es das bedeutendste Vorhaben der Regierung unter Adolfo Suárez als Ministerpräsident, die Regionalisierung des bislang zentralistisch geprägten Staates voranzutreiben und in Gesetze zu gießen. Doch interne Streitigkeiten schwächten Suárez’ Partei UCD, die sich erst 1977 durch einen Zusammenschluss verschiedener kleiner Parteien gegründet hatte und mit Adolfo Suárez den ersten Ministerpräsidenten Spaniens nach dem Tod Francos gestellt hatte. 
Die Autonomiefrage blieb zunächst ungelöst. Die internen Konflikte führten letztlich zum Auseinanderfallen der Regierungspartei UCD. Es wurden Neuwahlen anberaumt. Erst nach dem überwältigenden Sieg der sozialistischen Partei PSOE unter dem jungen Felipe González bei den vorgezogenen dritten Parlamentswahlen von 1982 erfuhr die Dezentralisierung und Regionalisierung Spaniens ihren entscheidenden Schub, der in die Gründung von 17 Autonomen Regionen zwischen 1979 und 1983 mündete. Die Extremadura wurde auf Grundlage des entsprechenden Gesetzes ley orgánica als eine der letzten Regionen am 26. Februar 1983 zur Autonomen Region erklärt.
Seitdem verfügt die Extremadura über weitreichende politische Kompetenzen und bestimmt eigenverantwortlich etwa den Städtebau, den Umweltschutz, die Wirtschaftsförderung sowie Teile der Energiepolitik. Am 8. Mai 1983 fanden die ersten Parlamentswahlen statt, bei denen sich der gesamtspanische Erfolg der PSOE fortsetzte. Zum ersten Ministerpräsident wählte das Parlament am 8. Juni 1983 den Sozialisten und González-Freund Juan Carlos Rodríguez Ibarra, der bis 2007 und damit 24 Jahre lang der Regierung der Extremadura vorstand. Ibarra war bereits Regierungschef der noch weitgehend von Madrid regierten Extremadura vor der ersten Parlamentswahl. Zum Präsidenten dieser Regierung, welche die erste freie Parlamentswahl der Extremadura vorzubereiten hatte, wurde er 1982 nur durch die Stimmen von zwei Mitgliedern der konkurrierenden UCD-Partei.

## Wirtschaft
Die Extremadura ist wirtschaftlich vergleichsweise wenig entwickelt. Im Vergleich mit dem BIP der EU – ausgedrückt in Kaufkraftstandards – erreichte die Extremadura einen Index von 71 (EU-27:100) (2006).
Das Bruttoinlandsprodukt pro Kopf liegt bei 15.054 Euro, das sind nur 68 % des spanischen Durchschnittes (Ø = 22.152). Mit einem Wert von 0,847 belegt die Extremadura den letzten Platz unter den 17 autonomen Gemeinschaften Spaniens im Index der menschlichen Entwicklung.
In den 2000er Jahren erlebte die Extremadura allerdings ein überdurchschnittlich hohes wirtschaftliches Wachstum. Deshalb werden vor allem in Tourismus und Handel neue Möglichkeiten entwickelt, den Markt zu stärken und auszubauen. Besonders im Tourismus wuchs die Nachfrage erheblich an – der Anteil der Bevölkerung im Dienstleistungssektor beträgt inzwischen 57 % (2007). 2017 betrug die Arbeitslosenquote 26,3 % und gehörte zu den höchsten in der EU.
Neben dem Dienstleistungssektor gibt es in der Extremadura ungefähr 8.000 Industriebetriebe, hauptsächlich kleine und mittelständische Unternehmen. Die wichtigsten Industriezweige sind Energie, Landwirtschaft, Kork, Stein, Schmuck, Textilien und Maschinenbau.
Des Weiteren wird in der Extremadura noch Landwirtschaft betrieben. Hier wird hauptsächlich auf chemiefreien Bioanbau gesetzt.
Ein wichtiger Handelspartner der Extremadura ist das angrenzende Nachbarland Portugal.
Im Energiesektor führte die Entwicklung und der Bau von Stauseen und Talsperren zu einer stabilen Nutzung der Wasserelektrizität. Es wird sogar mehr Energie produziert als für die eigene Region notwendig wäre. An der Nutzung von Biomassen-, Wind- und Sonnenenergie wird geforscht und entwickelt.
Die nördliche Region der Extremadura ist wasserreich und fruchtbar. Dortige landwirtschaftliche Produkte sind Kiwis, Feigen, Sonnenblumen, Kirschen, Paprika und Zitronen. Eine Spezialität aus dem Norden ist Pimentón de la Vera, ein aromatisches Paprikapulver.
Südlich des Tajo beginnt das trockene Land. Hier, in der Dehesa, stehen viel Kork- und Steineichen, aus denen hauptsächlich Korken für Weinflaschen hergestellt werden. Hier lebt das schwarze Iberische Schwein (cerdo ibérico), das sich hauptsächlich von Eicheln ernährt. Es liefert den berühmten Jamón Ibérico (luftgetrockneter Schinken). Auf den flachgründigen, nährstoffarmen Böden wird zudem Wein angebaut.

## Politik
Die Autonome Gemeinschaft Extremadura besteht seit dem 26. Februar 1983. Sie verfügt über folgende politische Organe: die gesetzgebende Versammlung, die Regierung und den Präsidenten der Autonomen Gemeinschaft, der dieser vorsteht:
| Asamblea de Extremadura (Wahl vom 28. Mai 2023)                          |         |         |        |                        |  |
| Partei                                                                   | PSOE    | PP      | Vox    | Unidas por Extremadura |  |
| Stimmen                                                                  | 39,90 % | 38,78 % | 8,13 % | 6,01 %                 |  |
| Sitze                                                                    | 28      | 28      | 5      | 4                      |  |
| Junta de Extremadura: PP+Vox                                             |         |         |        |                        |  |
| Presidente de la Junta de Extremadura: Maria Guardiola (Partido Popular) |         |         |        |                        |  |

Unidas por Extremadura: gemeinsame Liste von Podemos, IU, der grünen Partei Equo und der Regionalpartei Extremeños.
Im April 2002 hatte die Regierung beschlossen, die Software in Schulen und Behörden auf Linux und freie Software umzustellen, um durch Investitionen in die regionale Wirtschaft speziell den IT-Sektor zu stärken. Zu diesem Zweck wurde die eigene Distribution LinEx ins Leben gerufen, die seither geholfen hatte, Millionen einzusparen. Diese wurde aber im Januar 2012 nach der Übergabe an die Regierung in Madrid aufgegeben.

## Bevölkerung
Im Jahr 2007 lebten in der Extremadura 1.088.728 Einwohner; das waren 2,6 % der spanischen Bevölkerung. Aufgrund ihrer Größe zählt die Extremadura damit zu einem der am dünnsten besiedelten Gebiete Europas.
In der Extremadura leben 29.068 Ausländer. Damit hat die Extremadura einen Ausländeranteil von 2,67 %, der sich hauptsächlich aus Bürgern kolumbianischer, brasilianischer, portugiesischer, marokkanischer, rumänischer und asiatischer Herkunft zusammensetzt.
Der Anteil der Bevölkerung über 65 Jahre liegt in Badajoz bei 17–19 %, in Cáceres sogar zwischen 19 und 23 %. Der spanische Durchschnitt beträgt 16,62 %. (Zahlen von 2005)
Zwischen 1900 und 2000 verzeichnete die Extremadura ein Wachstum der Bevölkerung von 0 bis 50 %. Im Gegensatz dazu hatten Regionen wie Madrid oder Barcelona ein Bevölkerungswachstum von über 300 %. Zwischen 1950 und 1981 ging die Bevölkerung der Region zwischen 0 und 20 % zurück. Erst ab 1981 stiegen die Zahlen wieder, mit Ausnahme von Cáceres. In Badajoz hingegen nahm die Bevölkerung zwischen 0 und 10 % zu.

## Städte
| Position | Gemeinde                  | Einwohner (Stand: 2024) |
| -------- | ------------------------- | ----------------------- |
| 1.       | Badajoz                   | 150.570                 |
| 2.       | Cáceres                   | 96.441                  |
| 3.       | Mérida                    | 96.441                  |
| 4.       | Plasencia                 | 59.857                  |
| 5.       | Don Benito                | 37.728                  |
| 6.       | Almendralejo              | 34.284                  |
| 7.       | Vilanueva de la Serena    | 25.784                  |
| 8.       | Navalmoral de la Mata     | 17.028                  |
| 9.       | Zafra                     | 16.711                  |
| 10.      | Montijo                   | 15.232                  |
| 11.      | Villafranca de los Barros | 12.362                  |
| 12.      | Coria                     | 12.114                  |
| 13.      | Olivenza                  | 11.742                  |